# Peter Bakker
Peter Bakker (født 1959) er en nederlandsk sprogforsker ansat som lektor på Aarhus Universitet. Han forsker i kreolistik (herunder pidgin- og kreolsprog) samt romani, amerikansk-indianske sprog og michif.
Som lingvist udtaler han sig i medierne om forskellige sproglige emner og bidrager til debatter om universitetsverdenen. Han har været med til organiseringen af forskellige projekter om videndeling, i form af hjemmesider og en ukrainsk-dansk ordbog, og været redaktør for en række tidsskrifter.
Bakker driver en Instagram-konto hvor han deler billeder af efterladte madrasser i Aarhus' gader.

## Biografi
Peter Bakker er oprindeligt fra Amsterdam. Som 19-årig ansat i en boghandel var han i fængsel for majestætsfornærmelse pga. tilstedeværelsen af en bog med satiriske tegninger af Dronning Juliana af Nederlandene og for at have holdt åbent for længe.
Han studerede på Universitetet i Amsterdam og Universiteit Leiden, og skrev afhandling om michif som i 1997 blev udgivet som A Language of Our Own.
Han blev ansat som lektor på Aarhus Universitet i 1997.

## Vidensdeling
Peter Bakker udtaler sig i medierne om sprog, både alment og om dansk, samt om romaer. Derudover har han været en regelmæssig klummeskribent for Aarhus Universitets avis Omnibus siden 2021, og har holdt oplæg til Forskningens Døgn og den online forelæsingsrække fra den brasilianske lingvistikforening Abralin. Han har også medvirket i en dokumentar om baskisk.
I 2022 organiserede Bakker udgivelsen af en ukrainsk-dansk ordbog på grund af Ruslands invasion af Ukraine. Den er trykt i 3100 eksempler fordelt på tre oplag.
Sammen med journalist Ole Stig Andersen stod Peter Bakker for at drive den tidligere hjemmeside Sprogmuseet.dk. De havde planer om at åbne et fysisk museum for sprog, hvilket blev droppet i 2013 for i stedet kun at drive hjemmesiden.
Sprogmuseet.dk gik offline i 2019 hvorefter domænet blev taget i brug af andre. Peter Bakker er tovholder for Lingoblog.dk, der åbnede i 2018 og er efterfølger for Sprogmuseet.dk.

## Poster og priser
I 2012 modtog Bakker 6 millioner kroner fra Velux Fonden til forskningsprojektet Cognitive Creolistics. I 2017 fik han prisen Årets Viggo for arbejde for døves vilkår.
Bakker er medlem af redaktørgruppen for Brasiliana: Journal for Brazilian Studies samt Journal of Pidgin and Creole Languages og har tidligere været medlem af redaktørgrupperne for Tidsskrift for Sprogforskning og Language Dynamics and Change. I perioden 2017-2019 var han præsident for Society for Pidgin and Creole Linguistics.

## Udvalgte publikationer
- Peter Bakker (april 1987), "Autonomous languages of twins", Acta geneticae medicae et gemellologiae, 36 (2): 233-238, doi:10.1017/S0001566000004463, PMID 3434134, Wikidata Q34178984
- Peter Bakker (1997), A language of our own: The genesis of Michif, the mixed Cree-French language of the Canadian Métis, vol. 10, Oxford University Press, Wikidata Q116742326
- Peter Bakker; Hristo Kyuchukov (2000), What is the Romani language?, vol. 21, University of Hertfordshire Press, ISBN 1-902806-06-9, OL 12263934M, Wikidata Q108177381
- Yaron Matras; Peter Bakker (2003), The mixed language debate, De Gruyter Mouton, doi:10.1515/9783110197242, ISBN 978-3-11-017776-3, OL 39837470M, Wikidata Q116742327
- Peter Bakker; Aymeric Daval-Markussen; Mikael Parkvall; Ingo Plag (17. februar 2011), "Creoles are typologically distinct from non-creoles", Journal of Pidgin and Creole Languages, 26 (1): 5-42, doi:10.1075/JPCL.26.1.02BAK, Wikidata Q115606995
- Peter Bakker; Maarten Mous (1994), Mixed languages, Amsterdam, Wikidata Q116742325
- Peter Bakker; Finn Borchsenius; Carsten Levisen, red. (2017), Creole Studies – Phylogenetic Approaches, John Benjamins Publishing Company, ISBN 978-90-272-6573-9, OL 40448452M, Wikidata Q116742340